# ダイハード (ライフゲーム)

ダイハード

ダイハードとは、一般的に長寿型であるライフゲームのパターンであるが、愛好家の間では最終的に全てのセルが消滅するパターンをダイハードということもある。

## 概要
その構造は7つのセルで構成されている比較的に小さい長寿型のパターンである。ダイハードは、130世代後にすべてのセルが完全に消滅する。

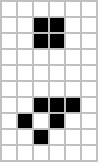
寿命137世代のダイハード